# Pérignac (Charente)
 Pérignac  es una población y comuna francesa, en la región de Poitou-Charentes, departamento de Charente, en el distrito de Angoulême y cantón de Blanzac-Porcheresse.

## Demografía
| 528 | 501 | 467 | 430 | 475 | 485 |
| Para los censos de 1962 a 1999 la población legal corresponde a la población sin duplicidades (Fuente: INSEE [Consultar]) |     |     |     |     |     |